# Agathe Riedinger
Agathe Riedinger (* 1984 oder 1985) ist eine französische Filmregisseurin und Drehbuchautorin.

## Leben und Karriere
Eigenen Angaben zufolge fand Agathe Riedinger schon immer Gefallen am Geschichtenschreiben und Fotografieren. Sie studierte an der École nationale supérieure des arts décoratifs (ENSAD) in Paris. Ursprünglich für das Medium Fotografie schwärmend, wandte sie sich später der Produktion von Videofilmen zu. So entstand 2014 der fünfminütige Videokurzfilm Nameless: E.R.
Im Jahr 2018 realisierte sie mit den Schauspielern Sarah-Megan Allouch und Alexis Manenti den Kurzfilm J’attends Jupiter, mit dem sie die Showbiz-Gesellschaft anprangern wollte. Die 23-minütige Produktion handelte von der jungen Liane, die alles auf eine Karriere im Reality-TV setzt und dabei ihr Umfeld demontiert. Das Werk gelangte in die Vorauswahl für den französischen Filmpreis César und Hauptdarstellerin Allouch wurde mit dem Darstellerpreis des Europäischen Kurzfilmfestivals von Nizza preisgekrönt.
Ein Jahr später stellte Riedinger den Kurzfilm Eve (2019) fertig über zwei Alpha-Frauen, die nach dem perfekten Schönheitsideal streben. Die Filmemacherin hatte sich schon lange mit dem Thema Plastische Chirurgie beschäftigen wollen. Das Werk gelangte unter anderem im Jahr seiner Fertigstellung in die Auswahl European Shorts des Sarajevo Film Festivals.
Einem internationalen Publikum wurde Riedinger durch ihr Spielfilmdebüt Wilder Diamant (2024) bekannt, das sie aus ihrem Kurzfilm J’attends Jupiter heraus entwickelte. Das Werk mit der Laiendarstellerin Malou Khebizi in der Titelrolle wurde in den Hauptwettbewerb des 77. Filmfestivals von Cannes aufgenommen.
Agathe Riedinger begeistert sich sehr für die Arbeiten Andrea Arnolds und zählt deren Werke Fish Tank sowie American Honey zu ihren Lieblingsfilmen. Gegenwärtig arbeitet sie an einem Spielfilmprojekt über zwei Frauen in einer Transgender-Kabarett-Revue. Auch drehte sie in der Vergangenheit Musikvideos und Modefilme.

## Filmografie
- 2014: Nameless: E.R. (Kurzfilm)
- 2018: J’attends Jupiter (Kurzfilm)
- 2019: Eve (Kurzfilm)
- 2024: Wilder Diamant (Diamant brut)